# Zenon Kliszko

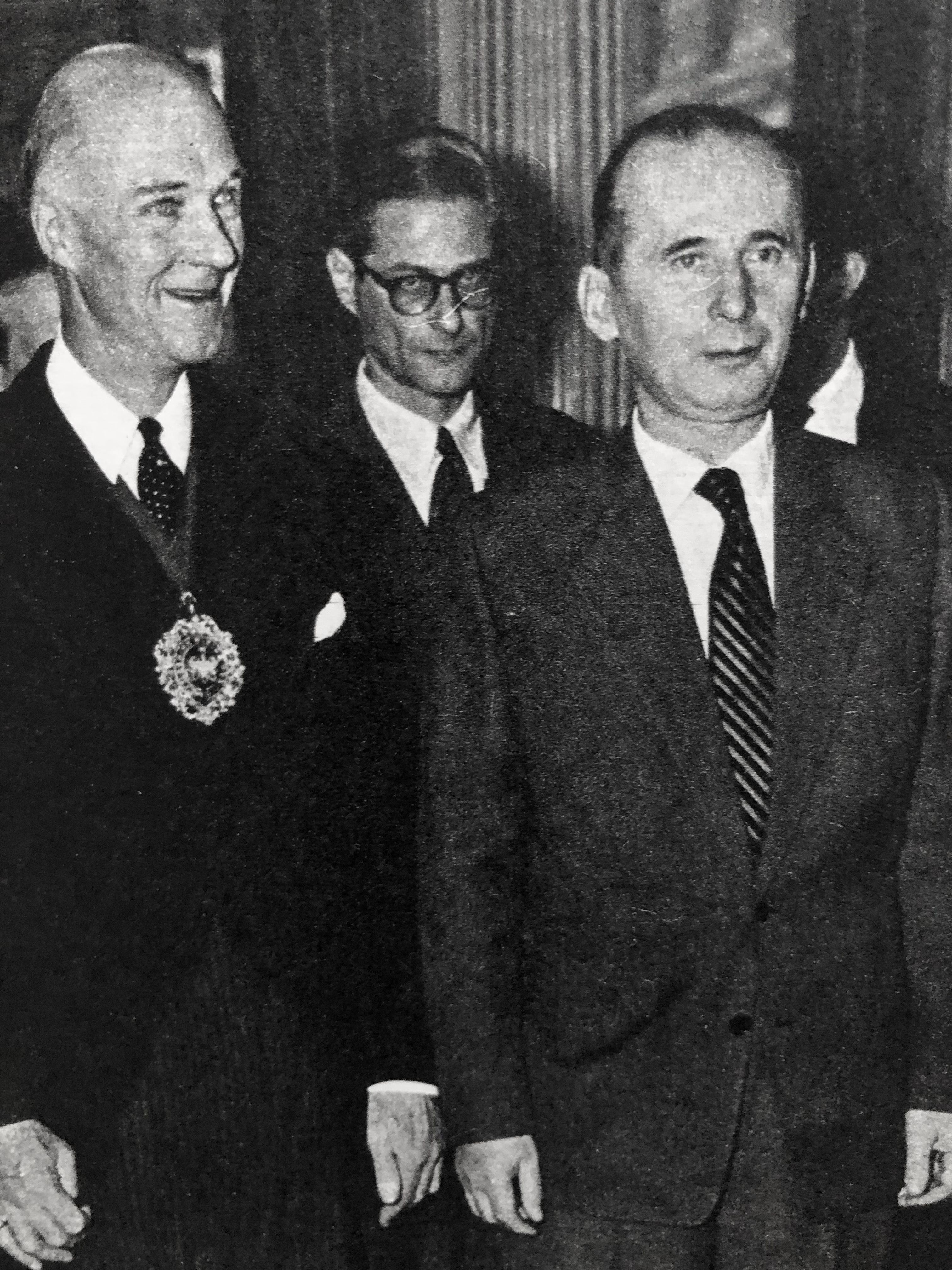
Zenon Kliszko (z prawej) na czele delegacji Sejmu PRL w Wielkiej Brytanii, z lewej burmistrz Londynu Lord Denis Truscott

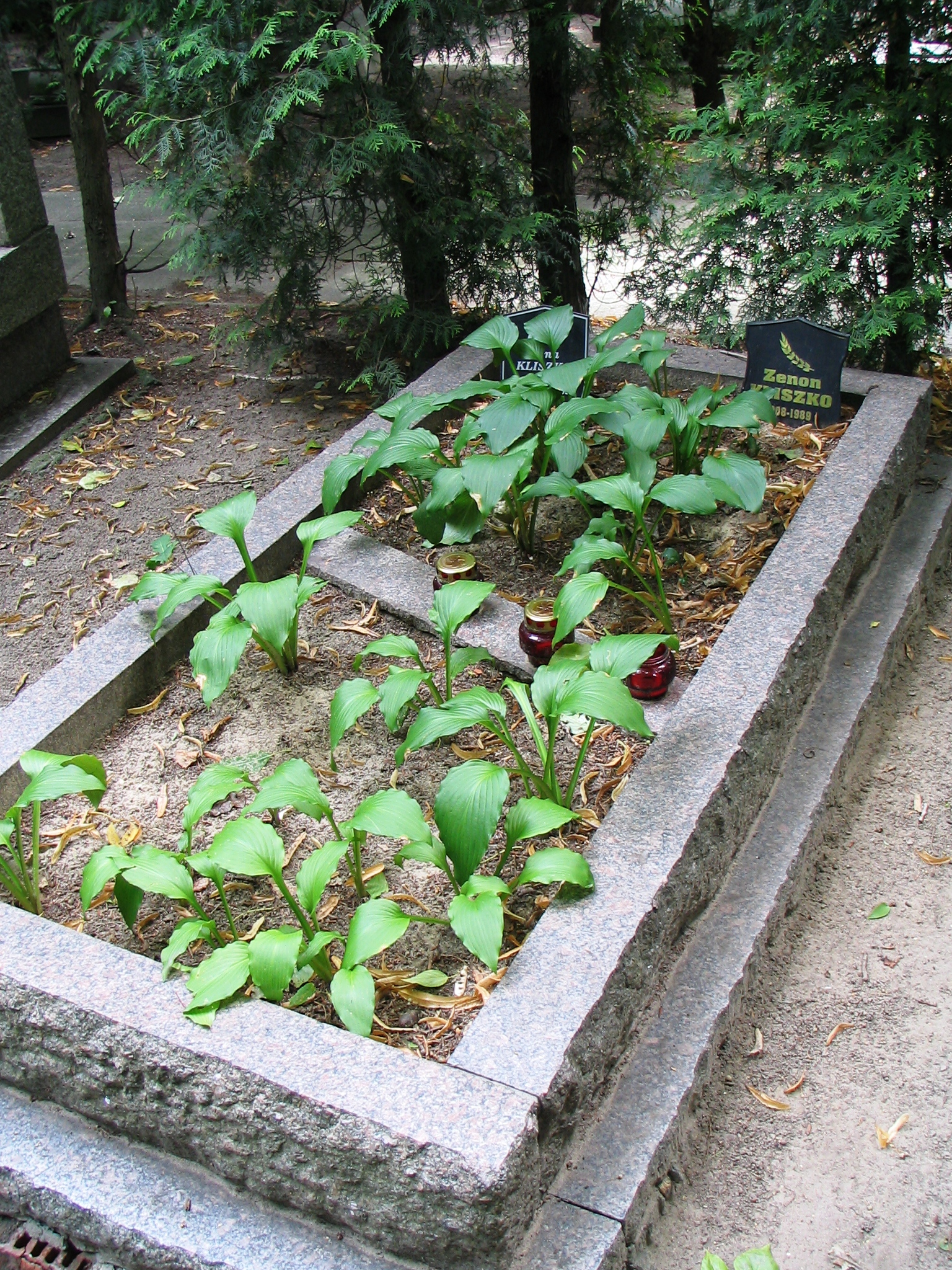
Grób Zenona Kliszki na Cmentarzu Wojskowym na Powązkach w Warszawie

Zenon Kliszko, ps. „Zenon”, „Zenek” (ur. 8 grudnia 1908 w Łodzi, zm. 4 września 1989 w Warszawie) – polski prawnik i polityk, działacz komunistyczny, oficer Armii Ludowej i uczestnik powstania warszawskiego, najbliższy współpracownik Władysława Gomułki, członek Biura Politycznego KC PZPR (1959–1970), poseł do Krajowej Rady Narodowej, na Sejm Ustawodawczy oraz na Sejm PRL II, III, IV i V kadencji, w latach 1957–1971 wicemarszałek Sejmu II, III, IV i V kadencji. Budowniczy Polski Ludowej.

## Życiorys
Syn Franciszka i Antoniny. Ukończył studia na Wydziale Prawa i Administracji Uniwersytetu Warszawskiego. W 1925 wstąpił do Związku Młodzieży Komunistycznej w Polsce. Od 1931 do 1938 był członkiem Komunistycznej Partii Polski. Za publikacje w jej nielegalnym piśmie został w 1933 aresztowany przez policję. Zwolniono go ze względu na opinię psychiatry o jego ograniczonej poczytalności. Od 1942 działał w Polskiej Partii Robotniczej, był też żołnierzem Gwardii Ludowej. Pełnił funkcję kierownika Centralnej Techniki PPR (odpowiedzialnego za drukarnie). Brał udział w powstaniu warszawskim jako podporucznik Armii Ludowej. Po jego upadku opuścił stolicę wraz z ludnością cywilną. Od sierpnia 1944 do września 1948 zasiadał w Komitecie Centralnym PPR, od kwietnia 1945 także w jego sekretariacie. Od października 1944 był jednocześnie kierownikiem Wydziału Personalnego KC. Od 20 maja 1945 do rozwiązania partii był w niej przewodniczącym Centralnej Komisji Kontroli Partyjnej. Od września do grudnia 1948 był zastępcą członka KC. Następnie, od 15 grudnia 1948, działał w Polskiej Zjednoczonej Partii Robotniczej, gdzie do listopada 1949 także był zastępcą członka Komitetu Centralnego.
Był posłem do Krajowej Rady Narodowej, na Sejm Ustawodawczy oraz na Sejm PRL II, III, IV i V kadencji. Pełnił funkcję przewodniczącego klubu poselskiego PPR w Sejmie Ustawodawczym. Od września 1948 do listopada 1949 podsekretarz stanu w Ministerstwie Sprawiedliwości. 13 listopada 1949 uchwałą III Plenum KC PZPR za brak czujności wobec wroga klasowego wykluczony z KC PZPR i pozbawiony prawa sprawowania funkcji we władzach partyjnych. Od 1949 pracował w wydawnictwie „Książka i Wiedza”. W 1951 wszystkie jego utwory zostały wycofane z polskich bibliotek oraz objęte cenzurą. Od stycznia 1953 do maja 1956 był pozbawiony praw członka PZPR, w latach 1953–1954 był więziony. W okresie 1954–1956 pracował jako redaktor w Państwowym Wydawnictwie Naukowym.
W październiku 1956 został członkiem KC PZPR. Od listopada tego samego roku do 1957 kierował Wydziałem Organizacyjnym KC. W latach 1957–1970 sprawował funkcję sekretarza KC, a od 1959 do 1970 członka Biura Politycznego KC. W latach 1956–1957 ponownie pełnił również funkcję podsekretarza stanu w Ministerstwie Sprawiedliwości. Od 1963 do 1970 przewodniczył Komisji Ideologicznej KC PZPR. Był wicemarszałkiem Sejmu II, III, IV i V kadencji oraz przewodniczącym klubu poselskiego PZPR (kadencje II–IV). W Sejmie Ustawodawczym przewodniczył Komisji Nadzwyczajnej do Zbadania Sprawy Ucieczki Posła Mikołajczyka i Towarzyszy, a w II kadencji Komisji Mandatowo-Regulaminowej. W latach 1958–1971 członek prezydium Ogólnopolskiego Komitetu Frontu Jedności Narodu. Był najbliższym współpracownikiem Władysława Gomułki, nieoficjalnie nazywano go drugą osobą w państwie. Pod jego wpływem i namową, Władysław Gomułka podjął decyzję o zdjęciu Dziadów ze sceny Teatru Narodowego w Warszawie w styczniu 1968, co doprowadziło do antysemickiej czystki w marcu. Wcześniej w 1966 Zenon Kliszko wygłosił w Krakowie niepubliczny wykład dla historyków, w którym pojawiły się wątki antyżydowskie. W czerwcu 1968 wszedł w skład Komitetu Honorowego obchodów 500. rocznicy urodzin Mikołaja Kopernika.
W grudniu 1970 współodpowiedzialny za akcję pacyfikacyjną w Gdańsku i Gdyni, w następstwie czego 20 grudnia tego samego roku został zwolniony z obowiązków członka Biura Politycznego i Sekretariatu KC. 7 lutego 1971 usunięty ze składu KC PZPR, następnie z władz PZPR i władz państwowych.
Mieszkał w Warszawie. Jego żoną była Anna Joanna z domu Kaczanowska (1909–2006). Został pochowany na cmentarzu Wojskowym na Powązkach w Warszawie (kwatera A29-półkole 2-4).

## Publikacje
- Powstanie warszawskie. Warszawa: Książka i Wiedza, 1967. Brak numerów stron w książce

## Ordery i odznaczenia
- Order Budowniczych Polski Ludowej (1964)[6]
- Order Sztandaru Pracy I klasy (1959)[7]
- Order Krzyża Grunwaldu II klasy (1959)
- Krzyż Srebrny Orderu Virtuti Militari
- Medal za Warszawę 1939–1945 (17 stycznia 1946)[8]
- Medal Zwycięstwa i Wolności 1945
- Medal im. Ludwika Waryńskiego (1986)[9]
- Odznaka 1000-lecia Państwa Polskiego (1963)[10]
- Złota Honorowa Odznaka PTTK (1965)[11]
- Odznaka honorowa „Za zasługi dla Gdańska” (1960)[12]
- Odznaka honorowa „Zasłużony dla Warmii i Mazur” (1960)[13]
- Odznaka honorowa „Za Zasługi dla Warszawy” (1965)[14]
- Złota odznaka „Zasłużonemu w rozwoju województwa katowickiego” (1960)[15]
- Pamiątkowy Medal z okazji 40 rocznicy powstania Krajowej Rady Narodowej (1983)[16]
- Wielki Oficer Orderu Zasługi Republiki Włoskiej (Włochy, 1965)[17]
- Order Ludowej Republiki Bułgarii I stopnia (Bułgaria, 1967)[18]
- Medal jubileuszowy „W upamiętnieniu 100-lecia urodzin Władimira Iljicza Lenina” (Związek Radziecki, 1969)[19]
- Odznaka „25 lat Zwycięstwa w Wielkiej Wojnie Ojczyźnianej 1941–1945” (Związek Radziecki, 1970)[20]

## Upamiętnienie
- Postać Zenona Kliszki pojawia się w filmie Czarny czwartek (2011) w reżyserii Antoniego Krauze, gdzie w jego rolę wcielił się Piotr Fronczewski oraz w filmie Prorok (2022) w reżyserii Michała Kondrata, gdzie jego rolę zagrał Tomasz Sapryk.